# Wspólnota administracyjna Bad Krozingen
Wspólnota administracyjna Bad Krozingen – wspólnota administracyjna (niem. Vereinbarte Verwaltungsgemeinschaft) w Niemczech, w kraju związkowym Badenia-Wirtembergia, w rejencji Fryburg, w regionie Südlicher Oberrhein, w powiecie Breisgau-Hochschwarzwald. Siedziba wspólnoty znajduje się w mieście Bad Krozingen, przewodniczącym jej jest Ekkehart Meroth.
Wspólnota administracyjna zrzesza jedno miasto i jedną gminę wiejską:
- Bad Krozingen, miasto, 17 063 mieszkańców, 35,66 km²
- Hartheim, 4 645 mieszkańców, 26,05 km²